# Punta Riel
Punta Riel (también conocida como Kilometro 145 o Fred Engen) es una localidad paraguaya del departamento de Alto Paraguay, ubicada a 508 km de Asunción.
Pertenece administrativamente al distrito de Puerto Casado, ubicado a unos 162 km de distancia.
En la actualidad la localidad cuenta con unos 50 habitantes aproximadamente, la mayoría de ellos viviendo en las áreas rurales de la zona.

## Toponimia
Recibe el nombre de Punta Riel, porque hasta aquí llegaban las vías del Ferrocarril de Puerto Casado, en la denominada Estación Fred Engen ubicada en el Kilometro 145 de dichas vías.
Su otro nombre de Fred Engen es en honor al explorador estadounidense de origen noruego Fred Engen (1863 - 1929), quien dirigió dos expediciones a esta zona del Chaco, una en 1921 y otra en 1926, para establecer buenas relaciones con los nativos y ayudar a los menonitas a asentarse en la zona, formando su primera colonia en 1927, que corresponde a la actual ciudad de Loma Plata. Engen falleció unos años después en 1929, en Puerto Casado, donde hoy descansan sus restos.

## Historia
En 1883, luego de la Guerra de la Triple Alianza la empresa Carlos Casado S.A. compró todas estas tierras al gobierno paraguayo y se dedicó a la extracción de árboles de quebracho para la producción de tanino, por ello luego construyó un pequeño ferrocarril de trocha corta para adentrarse más en el Chaco y facilitar la extracción de recursos.
En 1921 y 1926 el explorador Fred Engen, exploró la zona en busca de buenas tierras para formar el primer asentamiento menonita en la zona. 
En 1927, los menonitas fundan su primera colonia (Loma Plata) y luego en 1931 su segunda colonia (Filadelfia), a unos 70 km al suroeste de Punta Riel.
En 1930 el Ferrocarril de Puerto Casado llegó finalmente hasta Punta Riel (Km 145), donde se contruyó una estación de tren.
Entre 1932 y 1935 estalló la Guerra del Chaco y el ferrocarril empezó a trasladar a los soldados, artillería, camiones, comida y otros recursos del ejército paraguayo hasta Punta Riel.
Luego de la guerra el tren siguió siendo el principal medio de transporte de la zona para movilizar personas, cargas y lo que producían las colonias menonitas.
En la década de 1950 la industria del tanino empezó a decaer y en el año 1964 se inauguró la Ruta PY09 "Transchaco", que era de tierra en ese tiempo, por lo que el Ferrocarril de Puerto Casado empezó a ser menos utilizado y quedó como un medio de transporte secundario, hasta ser finalmente desmantelado en 1996.
Desde entonces Punta Riel pasó prácticamente al olvido y se convirtió solo una pequeña localidad recordada por su valor histórico.
En la actualidad con la construcción y asfaltado de la ruta PY15 "Bioceánica", que pasa muy cerca de Punta Riel (en el denominado Cruce Centinela), se espera que la zona empiece a poblarse y crezca nuevamente.

## Turismo
En el lugar funciona el Museo Punta Riel, donde se pueden ver piezas de la Guerra del Chaco, las vías restauradas del antiguo tren y tiene lugar para camping y alojamiento.